# Alexandr Kasiánov
Alexandr Vladímirovich Kasiánov –en ruso, Александр Владимирович Касьянов– (Bratsk, URSS, 30 de septiembre de 1983) es un deportista ruso que compitió en bobsleigh en las modalidades doble y cuádruple.
Ganó dos medallas en el Campeonato Mundial de Bobsleigh, plata en 2016 y bronce en 2015, y una medalla de plata en el Campeonato Europeo de Bobsleigh de 2015.
Participó en los Juegos Olímpicos de Sochi 2014, ocupando el cuarto lugar en las pruebas doble y cuádruple. Pero estos resultados le fueron anulados en 2017 por demostrarse que había cometido violación de las reglas antidopaje.

## Palmarés internacional
| Campeonato Mundial | Campeonato Mundial    | Campeonato Mundial | Campeonato Mundial |
| Año                | Lugar                 | Medalla            | Prueba             |
| ------------------ | --------------------- | ------------------ | ------------------ |
| 2015               | Winterberg (Alemania) | Medalla de bronce  | Equipo             |
| 2016               | Igls (Austria)        | Medalla de plata   | Equipo             |
| Campeonato Europeo |                       |                    |                    |
| Año                | Lugar                 | Medalla            | Prueba             |
| 2015               | La Plagne (Francia)   | Medalla de plata   | Cuádruple          |